# 2-й мост Круштейна
2-й мост Круштейна — автодорожный железобетонный рамный мост через Адмиралтейский канал в Адмиралтейском районе Санкт-Петербурга. Соединяет Новую Голландию и 2-й Адмиралтейский остров. Через мост осуществляется вход на территорию комплекса Новой Голландии.

## Расположение
Расположен напротив домов № 27 и 29 по набережной Адмиралтейского канала.
Выше по течению находится 1-й мост Круштейна.
Ближайшая станция метрополитена — «Адмиралтейская».

## Название
С середины XIX века длительное время мост был безымянным. Существующее название присвоено 1950-х годах по наименованию канала (до 1991 года — канал Круштейна).

## История
Мост на этом месте обозначен на картах города начиная с 1800-х годов. Существующий железобетонный мост построен в 1959 году взамен деревянного. Авторы проекта — инженер института «Ленгипроинжпроект» А. Д. Гутцайт и архитектор Л. А. Носков. Строительство выполнило СУ-3 треста «Ленмостострой» под руководством инженера К. В. Учаева и О. А. Розова. В 2016 году выполнен капитальный ремонт моста в рамках подготовки к открытию 1-й очереди комплекса Новая Голландия.

## Конструкция
Мост однопролётный железобетонный рамный (двухшарнирная рама). Нижняя поверхность ригеля очерчена по плавной кривой, придающей мосту схожесть с очень пологой аркой. Стойки рамы шарнирно опираются на фундаменты. Устои из монолитного железобетона на свайном основании, облицованы гранитом. Общая длина моста составляет 14,8 м, ширина — 10,7 м.
Мост предназначен для движения автотранспорта и пешеходов. Проезжая часть моста включает в себя 1 полосу для движения автотранспорта. Покрытие проезжей части и тротуаров — гранитные плиты. Тротуары отделены от проезжей части низким гранитным поребриком. На мосту установлены чугунные решетки, повторяющие рисунок перил набережной Мойки, на устоях завершаются гранитными парапетами.